# خانه امام‌الدین اسماعیلی
خانه آقای امام الدین اسماعیلی مربوط به دوره پهلوی است و در شهرستان فومن، شهرک ماسولهٔ گیلان واقع شده و این اثر در تاریخ ۲۵ اسفند ۱۳۸۰ با شمارهٔ ثبت ۵۳۲۰ به‌عنوان یکی از آثار ملی ایران به ثبت رسیده است.